# Carlos Augusto
Carlos Augusto Zopolato Neves (Campinas, São Paulo, Brasil, 7 de enero de 1999), conocido solo como Carlo Augusto, es un futbolista brasileño. Juega de defensa y su equipo es el Inter de Milán de la Serie A de Italia.

## Trayectoria

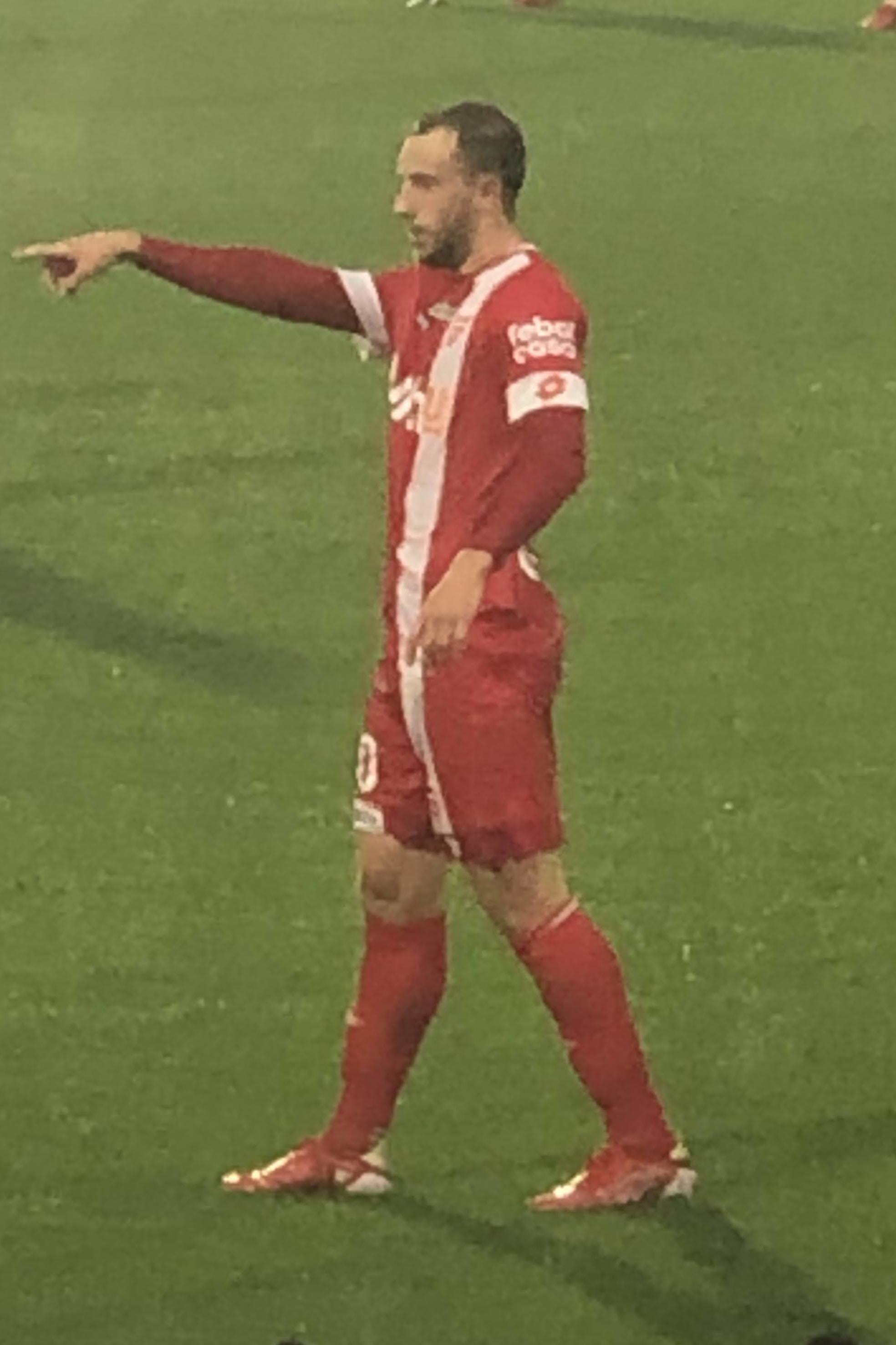
Carlos Augusto

Entró a las inferiores del S. C. Corinthians a los 12 años, y debutó con el primer equipo el 4 de agosto de 2018 ante el Athletico Paranaense. En sus tres años en el club, jugó 37 encuentros y ganó dos Campeonatos Paulistas.
El 28 de agosto de 2020 fichó por la A. C. Monza de Italia. Formó parte del equipo que ganó la promoción a la Serie A en la temporada 2021-22. En su estreno en la máxima categoría anotó seis tantos y en agosto de 2023, tras más de cien partidos desde su llegada, fue cedido al Inter de Milán. El acuerdo incluía una opción de compra que era obligatoria si se cumplían determinadas condiciones.

## Selección nacional
Carlos formó parte del equipo de la selección sub-20 de Brasil que disputó el Campeonato Sudamericano de Fútbol Sub-20 de 2019.
Fue convocado por primera vez al plantel principal el 6 de octubre de 2023, en sustitución del lesionado Renan Lodi, para partidos de la clasificación para el Mundial 2026 contra Venezuela y Uruguay. Debutó el día 17 ante los uruguayos en un encuentro que perdieron por dos a cero.

## Estadísticas
Actualizado al último partido disputado el 30 de junio de 2025.
| Club                       | Div.          | Temporada     | Liga  | Liga  | Liga estatal | Liga estatal | Copas nacionales | Copas nacionales | Copas internacionales | Copas internacionales | Total | Total |
| Club                       | Div.          | Temporada     | Part. | Goles | Part.        | Goles        | Part.            | Goles            | Part.                 | Goles                 | Part. | Goles |
| -------------------------- | ------------- | ------------- | ----- | ----- | ------------ | ------------ | ---------------- | ---------------- | --------------------- | --------------------- | ----- | ----- |
| S. C. Corinthians · Brasil | 1.ª           | 2018          | 7     | 0     | 0            | 0            | 0                | 0                | 1                     | 0                     | 8     | 0     |
| S. C. Corinthians · Brasil | 1.ª           | 2019          | 15    | 1     | 2            | 0            | 2                | 0                | 2                     | 0                     | 21    | 1     |
| S. C. Corinthians · Brasil | 1.ª           | 2020          | 0     | 0     | 8            | 0            | 0                | 0                | 0                     | 0                     | 8     | 0     |
| S. C. Corinthians · Brasil | Total club    | Total club    | 22    | 1     | 10           | 0            | 2                | 0                | 3                     | 0                     | 37    | 1     |
| A. C. Monza · Italia       | 2.ª           | 2020-21       | 32    | 3     | —            | —            | 1                | 0                | —                     | —                     | 33    | 3     |
| A. C. Monza · Italia       | 2.ª           | 2021-22       | 36    | 2     | —            | —            | 1                | 1                | —                     | —                     | 37    | 3     |
| A. C. Monza · Italia       | 1.ª           | 2022-23       | 35    | 6     | —            | —            | 2                | 0                | —                     | —                     | 37    | 6     |
| A. C. Monza · Italia       | Total club    | Total club    | 103   | 11    | 0            | 0            | 4                | 1                | 0                     | 0                     | 107   | 12    |
| Inter de Milán · Italia    | 1.ª           | 2023-24       | 37    | 0     | —            | —            | 2                | 1                | 7                     | 0                     | 46    | 1     |
| Inter de Milán · Italia    | 1.ª           | 2024-25       | 29    | 3     | —            | —            | 4                | 0                | 17                    | 0                     | 50    | 3     |
| Inter de Milán · Italia    | Total club    | Total club    | 66    | 3     | 0            | 0            | 6                | 1                | 24                    | 0                     | 96    | 4     |
| Total carrera              | Total carrera | Total carrera | 191   | 15    | 10           | 0            | 12               | 2                | 27                    | 0                     | 240   | 17    |

## Palmarés

### Títulos estatales
| Título              | Club              | Estado    | Año  |
| ------------------- | ----------------- | --------- | ---- |
| Campeonato Paulista | S. C. Corinthians | São Paulo | 2018 |
| Campeonato Paulista | S. C. Corinthians | São Paulo | 2019 |

### Títulos nacionales
| Título              | Club           | País   | Año  |
| ------------------- | -------------- | ------ | ---- |
| Supercopa de Italia | Inter de Milán | Italia | 2023 |
| Serie A             | Inter de Milán | Italia | 2024 |

## Vida personal
Carlos posee la ciudadanía italiana por parte de sus abuelos. Fue apodado "l'Imperatore" (el emperador) por los hinchas del Monza, en referencia al emperador romano Augusto.